# Лена Улин
Лена Мария Йона Улин (на шведски: Lena Maria Jonna Olin) е шведска филмова, театрална и телевизионна актриса номинирана за награда на БАФТА, „Еми“, „Златен глобус“, „Оскар“ и две награди „Сателит“.

## Биография
Като дъщеря на актьорите Стиг Улин и Брита Холмбери от рано проявява интерес към драмата. След като два пъти кандидатства в Театралната академия в Стокхолм и не я приемат, тя решава да опита късмета си в медицината като медицинска сестра, където влиза още на първата година. Решава да се пробва за трети път, след настояването на Ингмар Бергман, който е приятел на семейството, а баща ѝ е участвал в шест от неговите филми. Успехът за Лена идва на третия път. Лена става студентката с най-висок успех, която завършва през октомври 1974 г. Театралната академия, след което бързо се превръща във възходяща звезда. Така през 1976 г. дебютира в киното именно във филма на Бергман „Лице срещу лице“. През 1990 г. получава номинация за „Оскар“ за ролята си в „Enemies: A Love Story“ (1989). За своя любима роля Лена смята героинята си Ирина от „Наричана още“. Към 2010 г. се е снимала в 42 филма.
От 1994 г. Лена Улин е омъжена за шведския режисьор Ласе Халстрьом („Защо тъгува Гилбърт Грейп“ 1993, „Шоколад“ 2000). Двамата живеят в Ню Йорк.

## Избрана филмография

### кино
| година | филм                          | оригинално заглавие               | роля                      | режисьор       |
| ------ | ----------------------------- | --------------------------------- | ------------------------- | -------------- |
| 1976   | Лице срещу лице               | Ansikte mot ansikte               | продавачка                | Ингмар Бергман |
| 1982   | Фани и Александър             | Fanny och Alexander               | Роза                      | Ингмар Бергман |
| 1984   | След репетицията              | Efter repetitionen                | Ана Егерман               | Ингмар Бергман |
| 1988   | Непосилната лекота на битието | The Unbearable Lightness of Being | Сабина                    | Филип Кауфман  |
| 1990   | Хавана                        | Havana                            | Роберта (Боби) Дюран      | Сидни Полак    |
| 1993   | Мистър Джоунс                 | Mr. Jones                         | Д-р Елизабет (Либи) Боуен | Майк Фигис     |
| 1996   | Нощ се спуска над Манхатън    | Night Falls on Manhattan          | Пеги Линдстром            | Сидни Лумет    |
| 1998   | Полска сватба                 | Polish Wedding                    | Джаджа                    | Тереза Конъли  |
| 1999   | Секретен екип                 | Mystery Men                       | Д-р Анабел Лийк           | Кинка Ашър     |
| 1999   | Деветата порта                | The Ninth Gate                    | Лиана Телфер              | Роман Полански |
| 2000   | Шоколад                       | Chocolat                          | Джозефина Мускат          | Ласе Халстрьом |
| 2001   | Старт към небето              | Ignition                          | съдия Фейт Матис          | Ив Симоно      |
| 2002   | Кралицата на прокълнатите     | Queen of the Damned               | Маарет                    | Майкъл Раймър  |
| 2003   | Холивудски ченгета            | Hollywood Homicide                | Руби                      | Рон Шелтън     |
| 2005   | Казанова                      | Casanova                          | Андреа Бруни              | Ласе Халстрьом |
| 2008   | Четецът                       | The Reader                        | Роуз Матер/Илана Матер    | Стивън Долдри  |

### Tелевизия
| година | филм         | оригинално заглавие | роля          | режисьор |
| ------ | ------------ | ------------------- | ------------- | -------- |
| 2002   | Наричана още | Alias               | Ирина Деревко | екип     |